# The Dream of Eugene Aram (film, 1916)
Pour les articles homonymes, voir The Dream of Eugene Aram.
The Dream of Eugene Aram est un film muet américain réalisé par Colin Campbell et sorti en 1916.

## Fiche technique
- Réalisation : Colin Campbell
- Scénario : Colin Campbell, d'après le poème de Thomas Hood
- Date de sortie : États-Unis : 23 juin 1916

## Distribution
- Roy Clark